# 李延孫
李 延孫（り えんそん、生年不詳 - 538年）は、北魏・西魏の軍人。本貫は伊川郡。

## 経歴
李長寿の子として生まれた。若くして父の下で従軍して、勇敢なことで知られた。はじめ直閤将軍の位を受け、賀抜勝が荊州刺史となると、その下で都督となった。父が殺害されると、父の部下を集めて引き継いだ。
孝武帝の西遷の後、旧北魏の朝士たちの多くは流亡した。延孫は広陵王元欣・録尚書事長孫稚・潁川王元斌之・安昌王子元均や建寧王・江夏王・隴東王らが妻子を連れて頼ってくると、かれらを保護して関中に送り届けた。東魏の行台慕容紹宗らが進攻してくると、延孫は部下を率いて出戦し、東魏の揚州刺史の薛喜を斬った。京南行台・節度河南諸軍事・広州刺史に任じられた。まもなく車騎大将軍・儀同三司・大都督に進み、華山郡公の爵位を受けた。538年（大統4年）、長史の楊伯蘭（楊伯簡とも）により殺害された。後に司空・冀定等六州刺史の位を追贈された。
子の李人傑は、開府儀同三司・和州刺史・潁川郡公となった。

## 伝記資料
- 『周書』巻43 列伝第35
- 『北史』巻66 列伝第54